# فرد گیول
فرد گیول (انگلیسی: Fred Guiol؛ ‏ ۱۷ فوریهٔ ۱۸۹۸ – ۲۳ مهٔ ۱۹۶۴) کارگردان فیلم و فیلم‌نامه‌نویس اهل ایالات متحده آمریکا بود.

## فیلم‌شناسی
- تب بهاری (۱۹۱۹)
- فقط همسایه و بس (۱۹۱۹)
- اینو به بچه‌ها بگو (۱۹۲۶)
- لباس رقص گاو (۱۹۲۶)
- و ناگهان عمه آمد (۱۹۲۶)
- زن جوان بگیر (۱۹۲۶)
- ۴۵ دقیقه از هالیوود (۱۹۲۶)
- همسران خیانتکار (۱۹۲۷)
- با عشق و نارضایتی (۱۹۲۷)
- سوپ اردک (۱۹۲۷)
- ازدواج چپ‌اندرقیچی (۱۹۲۷)
- عاشقی کن و اشک بریز (۱۹۲۷)
- دلیل علاقه دخترها به ملوانان (۱۹۲۷)
- ملوانان، مراقب باشید! (۱۹۲۷)
- با عشق و نارضایتی (۱۹۲۷)
- آیا کارآگاهان فکر می‌کنند؟ (۱۹۲۷)
- عاقله‌مردهای دست‌ودلباز (۱۹۲۷)
- صد سال دوم (۱۹۲۷)
- Pass the Gravy (۱۹۲۸)
- لحظه سرنوشت‌ساز (۱۹۲۸)
- صبحانه در رخت‌خواب (۱۹۳۰)
- پسران مومیایی (۱۹۳۶)
- Vigil in the Night (۱۹۴۰)
- بجنبید سربازها! (۱۹۴۳)
- غول (۱۹۵۶)